# Liste der Nummer-eins-R&B-Alben in den USA (1991)
Dies ist eine Liste der Nummer-eins-Alben in den von Billboard ermittelten Verkaufscharts für R&B-Alben in den USA im Jahr 1991. In diesem Jahr gab es zwanzig Nummer-eins-Alben.
| ← 1990 ← | Liste der Nummer-eins-R&B-Alben in den USA | Liste der Nummer-eins-R&B-Alben in den USA | Liste der Nummer-eins-R&B-Alben in den USA | 1992 →                    |
| \| Zeitraum \| Wo. ges. \| Interpret \| Titel \| Zusätzliche Informationen \| \| (Zeitraum, Wochen auf Platz eins, Interpret, Titel, zusätzliche Informationen) \| \| \| \| \| \| ------------------------------------------------------------------------------ \| -------- \| ---------------------------------- \| -------------------------------------------- \| ------------------------- \| \| 29. Dezember 1990 – 1. Februar 1991 5 Wochen (insgesamt 6) \| 6 \| Whitney Houston \| I’m Your Baby Tonight[1] \| – \| \| 2. Februar 1991 – 22. Februar 1991 3 Wochen (insgesamt 3) \| 3 \| Guy \| The Future[2] \| – \| \| 23. Februar 1991 – 8. März 1991 2 Wochen (insgesamt 2) \| 2 \| Freddie Jackson \| Do Me Again[3] \| – \| \| 9. März 1991 – 22. März 1991 2 Wochen (insgesamt 8) \| 8 \| Whitney Houston \| I’m Your Baby Tonight \| – \| \| 23. März 1991 – 5. April 1991 2 Wochen (insgesamt 2) \| 2 \| EPMD \| Business as Usual[4] \| – \| \| 6. April 1991 – 19. April 1991 2 Wochen (insgesamt 2) \| 2 \| Ralph Tresvant \| Ralph Tresvant[5] \| – \| \| 20. April 1991 – 26. April 1991 1 Woche (insgesamt 1) \| 1 \| Hi-Five \| Hi-Five[6] \| – \| \| 27. April 1991 – 21. Juni 1991 8 Wochen (insgesamt 8) \| 8 \| Original Motion Picture Soundtrack \| New Jack City[7] \| – \| \| 22. Juni 1991 – 5. Juli 1991 2 Wochen (insgesamt 2) \| 2 \| Luther Vandross \| Power of Love[8] \| – \| \| 6. Juli 1991 – 19. Juli 1991 2 Wochen (insgesamt 2) \| 2 \| Keith Washington \| Make Time for Love[9] \| – \| \| 20. Juli 1991 – 2. August 1991 2 Wochen (insgesamt 4) \| 4 \| Luther Vandross \| Power of Love \| – \| \| 3. August 1991 – 16. August 1991 2 Wochen (insgesamt 2) \| 2 \| Stevie Wonder \| Music from the Movie “Jungle Fever”[10] \| – \| \| 17. August 1991 – 23. August 1991 1 Woche (insgesamt 5) \| 5 \| Luther Vandross \| Power of Love \| – \| \| 24. August 1991 – 6. September 1991 2 Wochen (insgesamt 2) \| 2 \| Boyz II Men \| Cooleyhighharmony[11] \| – \| \| 7. September 1991 – 4. Oktober 1991 4 Wochen (insgesamt 4) \| 4 \| Original Motion Picture Soundtrack \| Boyz n the Hood[12] \| – \| \| 5. Oktober 1991 – 18. Oktober 1991 2 Wochen (insgesamt 2) \| 2 \| Peabo Bryson \| Can You Stop the Rain[13] \| – \| \| 19. Oktober 1991 – 25. Oktober 1991 1 Woche (insgesamt 1) \| 1 \| Gladys Knight \| Good Woman[14] \| – \| \| 26. Oktober 1991 – 8. November 1991 2 Wochen (insgesamt 2) \| 2 \| BeBe & CeCe Winans \| Different Lifestyles[15] \| – \| \| 9. November 1991 – 15. November 1991 1 Woche (insgesamt 1) \| 1 \| Shabba Ranks \| As Raw as Ever[16] \| – \| \| 16. November 1991 – 22. November 1991 1 Woche (insgesamt 1) \| 1 \| Jodeci \| Forever My Lady[17] \| – \| \| 23. November 1991 – 29. November 1991 1 Woche (insgesamt 1) \| 1 \| Public Enemy \| Apocalypse 91... The Enemy Strikes Black[18] \| – \| \| 30. November 1991 – 6. Dezember 1991 1 Woche (insgesamt 2) \| 2 \| Jodeci \| Forever My Lady \| – \| \| 7. Dezember 1991 – 13. Dezember 1991 1 Woche (insgesamt 1) \| 1 \| Prince & The New Power Generation \| Diamonds and Pearls[19] \| – \| \| 14. Dezember 1991 – 27. Dezember 1991 2 Wochen (insgesamt 2) \| 2 \| Ice Cube \| Death Certificate[20] \| – \| |                                            |                                            |                                            |                           |
| ← 1990 |                                            |                                            |                                            | → 1992 →                  |
| Zeitraum | Wo. ges.                                   | Interpret                                  | Titel                                      | Zusätzliche Informationen |
| (Zeitraum, Wochen auf Platz eins, Interpret, Titel, zusätzliche Informationen) |                                            |                                            |                                            |                           |
| 29. Dezember 1990 – 1. Februar 1991 5 Wochen (insgesamt 6) | 6                                          | Whitney Houston                            | I’m Your Baby Tonight                      | –                         |
| 2. Februar 1991 – 22. Februar 1991 3 Wochen (insgesamt 3) | 3                                          | Guy                                        | The Future                                 | –                         |
| 23. Februar 1991 – 8. März 1991 2 Wochen (insgesamt 2) | 2                                          | Freddie Jackson                            | Do Me Again                                | –                         |
| 9. März 1991 – 22. März 1991 2 Wochen (insgesamt 8) | 8                                          | Whitney Houston                            | I’m Your Baby Tonight                      | –                         |
| 23. März 1991 – 5. April 1991 2 Wochen (insgesamt 2) | 2                                          | EPMD                                       | Business as Usual                          | –                         |
| 6. April 1991 – 19. April 1991 2 Wochen (insgesamt 2) | 2                                          | Ralph Tresvant                             | Ralph Tresvant                             | –                         |
| 20. April 1991 – 26. April 1991 1 Woche (insgesamt 1) | 1                                          | Hi-Five                                    | Hi-Five                                    | –                         |
| 27. April 1991 – 21. Juni 1991 8 Wochen (insgesamt 8) | 8                                          | Original Motion Picture Soundtrack         | New Jack City                              | –                         |
| 22. Juni 1991 – 5. Juli 1991 2 Wochen (insgesamt 2) | 2                                          | Luther Vandross                            | Power of Love                              | –                         |
| 6. Juli 1991 – 19. Juli 1991 2 Wochen (insgesamt 2) | 2                                          | Keith Washington                           | Make Time for Love                         | –                         |
| 20. Juli 1991 – 2. August 1991 2 Wochen (insgesamt 4) | 4                                          | Luther Vandross                            | Power of Love                              | –                         |
| 3. August 1991 – 16. August 1991 2 Wochen (insgesamt 2) | 2                                          | Stevie Wonder                              | Music from the Movie “Jungle Fever”        | –                         |
| 17. August 1991 – 23. August 1991 1 Woche (insgesamt 5) | 5                                          | Luther Vandross                            | Power of Love                              | –                         |
| 24. August 1991 – 6. September 1991 2 Wochen (insgesamt 2) | 2                                          | Boyz II Men                                | Cooleyhighharmony                          | –                         |
| 7. September 1991 – 4. Oktober 1991 4 Wochen (insgesamt 4) | 4                                          | Original Motion Picture Soundtrack         | Boyz n the Hood                            | –                         |
| 5. Oktober 1991 – 18. Oktober 1991 2 Wochen (insgesamt 2) | 2                                          | Peabo Bryson                               | Can You Stop the Rain                      | –                         |
| 19. Oktober 1991 – 25. Oktober 1991 1 Woche (insgesamt 1) | 1                                          | Gladys Knight                              | Good Woman                                 | –                         |
| 26. Oktober 1991 – 8. November 1991 2 Wochen (insgesamt 2) | 2                                          | BeBe & CeCe Winans                         | Different Lifestyles                       | –                         |
| 9. November 1991 – 15. November 1991 1 Woche (insgesamt 1) | 1                                          | Shabba Ranks                               | As Raw as Ever                             | –                         |
| 16. November 1991 – 22. November 1991 1 Woche (insgesamt 1) | 1                                          | Jodeci                                     | Forever My Lady                            | –                         |
| 23. November 1991 – 29. November 1991 1 Woche (insgesamt 1) | 1                                          | Public Enemy                               | Apocalypse 91... The Enemy Strikes Black   | –                         |
| 30. November 1991 – 6. Dezember 1991 1 Woche (insgesamt 2) | 2                                          | Jodeci                                     | Forever My Lady                            | –                         |
| 7. Dezember 1991 – 13. Dezember 1991 1 Woche (insgesamt 1) | 1                                          | Prince & The New Power Generation          | Diamonds and Pearls                        | –                         |
| 14. Dezember 1991 – 27. Dezember 1991 2 Wochen (insgesamt 2) | 2                                          | Ice Cube                                   | Death Certificate                          | –                         |